# Copa Simón Bolívar
La Copa Simón Bolívar è la seconda divisione del campionato boliviano di calcio, organizzato in Bolivia dalla Federazione nazionale. 
Fondata nel 1958, fino al 1976 svolse la funzione di massima serie; con la creazione, nel 1977, della Liga del Fútbol Profesional Boliviano (oggi Primera División boliviana), venne abbandonata. Nel 1989 il torneo riprese, fungendo da seconda divisione fino al 2010. Dal 2011 al 2015 la Copa Simón Bolívar è stata sostituita dalla Liga Nacional B, poi soppressa e sostituita dalla Copa Simón Bolívar, tornata a fungere da seconda divisione del campionato boliviano dal 2016.

## Storia
Dopo la fondazione della Federazione calcistica nazionale, avvenuta nel 1925, in Bolivia furono organizzati solamente tornei annuali a livello regionale, con alcune eccezioni (il cosiddetto Torneo Integrado, disputato tra squadre di La Paz con alcune formazioni provenienti da altre città); pertanto, la Federazione decise, nel 1958, di istituire un campionato nazionale, che consentisse la partecipazione a squadre provenienti da tutto il territorio boliviano. Fu creato il Torneo Nacional: nonostante la maggior parte delle compagini provenisse da La Paz, vi erano il Wilstermann (di Cochabamba, primo campione nazionale), il San José (Oruro) e l'Aurora (Cochabamba) a rappresentare il resto della nazione. La Copa Simón Bolívar fu istituita nel 1960, e proseguì fino al 1976: in quell'anno, la FBF decise di passare al professionismo, formando pertanto la prima edizione della Liga del Fútbol Profesional Boliviano. Con l'avvento del nuovo campionato, la Copa Simón Bolívar cessò di esistere. Nel 1989 venne riformata, stavolta non più con la funzione di prima divisione, bensì come serie cadetta, affinché determinasse le promozioni in LFPB. La prima edizione fu vinta dall'Enrique Happ, formazione dell'omonima scuola calcio, che però non poteva avanzare in massima serie. Nel 2010 viene creata la Liga Nacional B, la nuova seconda divisione boliviana, a detrimento della Copa Simón Bolívar, che viene cancellata a partire dal 2011. Nel 2016, con la soppressione della Liga Nacional B, la Copa Simón Bolívar torna a essere la seconda divisione nazionale.

## Formula
Inizialmente il torneo era disputato con il girone unico, dato l'esiguo numero di partecipanti. A partire dal 1969 venne adottato un sistema a più gironi, il cui scopo era selezionare le prime classificate per una "fase finale", spesso disputata con un ulteriore girone all'italiana. Con la riorganizzazione del 1989, la competizione si fece più complessa; a partire dal campionato 1995 si disputò anche uno spareggio tra penultima della Liga e seconda classificata della Copa Simón Bolívar: chi vinceva accedeva (o rimaneva) in massima serie, mentre il perdente doveva disputare la seconda divisione.

## Albo d'oro

### Torneo Nacional
| Anno | Campione         | 2º posto            |
| ---- | ---------------- | ------------------- |
| 1958 | Wilstermann (1°) | Deportivo Municipal |
| 1959 | Wilstermann (2°) | Always Ready        |

### Copa Simón Bolívar (1960-1976)
| Anno | Campione                 | 2º posto            |
| ---- | ------------------------ | ------------------- |
| 1960 | Wilstermann (3°)         | Aurora              |
| 1961 | Deportivo Municipal (1°) | The Strongest       |
| 1962 | Chaco Petrolero          | The Strongest       |
| 1963 | Aurora (1°)              | Deportivo Municipal |
| 1964 | The Strongest (1°)       | Aurora              |
| 1965 | Deportivo Municipal (2°) | Wilstermann         |
| 1966 | Bolívar (1°)             | 31 de Octubre       |
| 1967 | Wilstermann (4°)         | Always Ready        |
| 1968 | Bolívar (2°)             | Guabirá             |
| 1969 | Univ. La Paz (1°)        | Bolívar             |
| 1970 | Chaco Petrolero (1°)     | The Strongest       |
| 1971 | Oriente Petrolero (1°)   | Chaco Petrolero     |
| 1972 | Wilstermann (5°)         | Oriente Petrolero   |
| 1973 | Wilstermann (6°)         | Deportivo Municipal |
| 1974 | The Strongest (2°)       | Wilstermann         |
| 1975 | Guabirá (1°)             | Bolívar             |
| 1976 | Bolívar (3°)             | Oriente Petrolero   |

### 1989-2010 e 2016-oggi (seconda divisione)
| Anno      | Campione                                                              | 2º posto                                                              |
| --------- | --------------------------------------------------------------------- | --------------------------------------------------------------------- |
| 1989      | Enrique Happ (1°)                                                     | Universidad Cruceña                                                   |
| 1990      | Universidad Cruceña (1°)                                              | Naval Mamoré                                                          |
| 1991      | Enrique Happ (2°)                                                     | Guabirá                                                               |
| 1992      | Enrique Happ (3°)                                                     | UCB                                                                   |
| 1993      | Real Santa Cruz (1°)                                                  | Estudiantes (F)                                                       |
| 1994      | Stormer's (1°)                                                        | Always Ready                                                          |
| 1995      | Deportivo Municipal (1°)                                              | Chaco Petrolero                                                       |
| 1996      | Blooming (1°)                                                         | Universidad Cruceña                                                   |
| 1997      | Real Potosí (1°)                                                      | Universitario de Cochabamba                                           |
| 1998      | Unión Central (1°)                                                    | Atlético Pompeya                                                      |
| 1999      | Atlético Pompeya (1°)                                                 | Mariscal Braun                                                        |
| 2000      | Iberoamericana (1°)                                                   | Aurora                                                                |
| 2001      | San José (1°)                                                         | Primero de Mayo                                                       |
| 2002      | Aurora (1°)                                                           | Fancesa                                                               |
| 2003      | La Paz (1°)                                                           | Real Santa Cruz                                                       |
| 2004      | Destroyers (1°)                                                       | Primero de Mayo                                                       |
| 2005      | Univ. Sucre (1°)                                                      | Guabirá                                                               |
| 2006      | Real Mamoré (1°)                                                      | Ciclón                                                                |
| 2007      | Guabirá (1°)                                                          | Nacional Potosí                                                       |
| 2008      | Nacional Potosí (1°)                                                  | Primero de Mayo                                                       |
| 2009      | Guabirá (2°)                                                          | Ciclón                                                                |
| 2010      | Nacional Potosí (2°)                                                  | Real América                                                          |
| 2011–2016 | Campionato interrotto a causa della fondazione della Liga Nacional B. | Campionato interrotto a causa della fondazione della Liga Nacional B. |
| 2016-2017 | Aurora (2°)                                                           | Destroyers                                                            |
| 2017      | Royal Pari (1°)                                                       | Deportivo Kala                                                        |
| 2018      | Always Ready (1°)                                                     | Avilés Industrial                                                     |
| 2019      | Municipal Vinto (1°)                                                  | Real Santa Cruz                                                       |
| 2020      | Real Tomayapo (1°)                                                    | Ind. Petrolero                                                        |
| 2021      | Universitario Vinto (1°)                                              | Univ. Sucre                                                           |
| 2022      | Vaca Díez (1°)                                                        | Libertad Gran Mamoré                                                  |
| 2023      | Gualberto Villarroel (1°)                                             | San Antonio Bulo Bulo                                                 |
| 2024      | ABB (1°)                                                              | CDT Real Oruro                                                        |